# Kjell Samuelson (professor)
Kjell Axel Hans Waldemar Samuelson (folkbokförd Samuelsson), född 18 februari 1932 i Kungsholms församling i Stockholm, död 4 februari 2018 i Stockholms Oscars distrikt, var en svensk läkare och professor i informatik.
Efter studentexamen läste Kjell Samuelson medicin och fick sin läkarlegitimation 1955. Han bytte dock bana, disputerade och blev teknologie doktor vid Kungliga Tekniska högskolan 1978. Han var professor i informatik vid Stockholms universitet 1984–1997.
Han var från 1971 gift med Ariane von Wendrich (född 1944) och fick en son (född 1973).